# Facundo Quiroga (Fußballspieler)
Facundo Hernán Quiroga (* 10. Januar 1978 in San Luis) ist ein ehemaliger argentinischer Fußballspieler.

## Karriere
Der Abwehrspieler wechselte 1998 von den Newell’s Old Boys zu Sporting Lissabon, wo er zwei Jahre spielte. Nach einem halbjährigen Ausflug zum SSC Neapel kehrte er Anfang 2001 wieder zurück zu Sporting Lissabon, ehe er dann 2004 zum VfL Wolfsburg ging. Dort hatte der Abwehrspieler einen Vertrag bis 2008, der nicht verlängert wurde; Quiroga schloss sich daraufhin River Plate aus Buenos Aires an. In vier Jahren kam er auf 90 Bundesligaeinsätze für die Wolfsburger.
Quiroga absolvierte 16 Länderspiele für die argentinische Nationalmannschaft.